# Casey Station

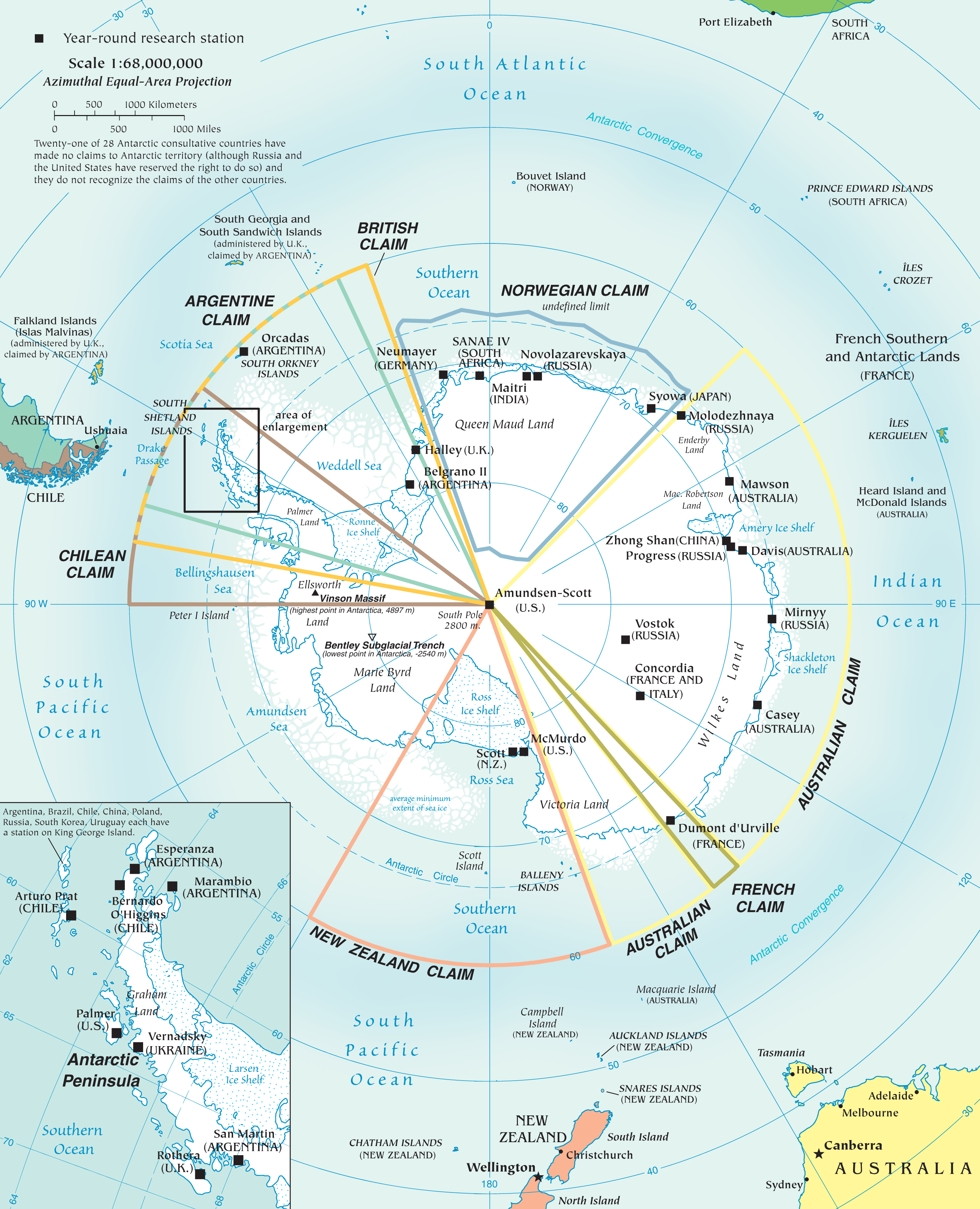
Onderzoeksstations en territoriale claims in Antarctica (2002)

Casey Station is een Australisch poolstation in de Vincennesbaai in het Australisch Antarctisch Territorium. Het station wordt permanent bemand.

## Geschiedenis
Casey Station ligt dicht bij het verlaten Amerikaanse Wilkes Station dat in 1958 gebouwd werd en door Australië overgenomen werd. Het station werd vernoemd naar voormalig gouverneur-generaal van Australië Richard Casey.
Het huidige hoofdkwartier werd aan het eind van de jaren 80 gebouwd als onderdeel van een wederopbouwprogramma. Het werd in 1988 in gebruik genomen.
Onderzoek in Casey Station richt zich onder andere op de studie van de Law Dome, een miniatuurversie van Antarctica

## Startbanen
Casey station vervult een rol als doorvoerhaven voor de 65 km verderop gelegen start- en landingsbanen Wilkins runway en het op 8 km gelegen Casey Station Skiway.